# Histoire de Pen
Pour plus de détails, voir Fiche technique et Distribution.
Histoire de Pen est un film québécois réalisé par Michel Jetté en 2002. Le film met en vedette Emmanuel Auger, Karyne Lemieux et David Boutin. Il est inspiré du livre Contes en coups de poing de l'ex-prisonnier et poète Léo Lévesque (en).

## Synopsis
Claude fait son entrée dans un pénitencier à 19 ans pour purger une sentence de dix ans. Il est rapidement « testé » par les autres prisonniers et doit se défendre physiquement à plusieurs reprises.
Claude doit se positionner face aux différentes bandes du pénitencier, dont celles de Tarzan et de Zizi Grenier. Ce dernier lui offre sa protection. En échange, Claude devra participer à des combats en duel organisés par les bandes.

## Fiche technique
- Titre original : Histoire de Pen
- Réalisation : Michel Jetté
- Scénario : Michel Jetté, Léo Lévesque (en), d'après le livre Contes en coups de poing
- Musique : Gilles Grégoire
- Direction artistique : Jean Kazemirchuk
- Décors : Martine Kazemirchuk
- Costumes : Nicole Sabourin
- Coiffure :Annie Meunier-Carus
- Maquillage : Marie-Josée Lopez
- Photographie : Larry Lynn
- Son : Bobby O'Malley, Gavin Fernandes, Philippe Pelletier, Denis Saindon
- Montage : Yvann Thibaudeau, Louise Sabourin
- Production : Louise Sabourin, Michel Jetté
- Société de production : Baliverna Films
- Sociétés de distribution : Christal Films
- Budget : 3,6 millions de dollars[3]
- Pays de production :  Canada
- Langue originale : français
- Format : couleur
- Genre : drame
- Durée : 112 minutes
- Dates de sortie :
  - Canada : 11 octobre 2002  (Festival international du film de Vancouver)
  - Canada : 27 septembre 2002  [sortie en salle au Québec)
  - Canada : 22 avril 2003  (DVD)

## Distribution
- Emmanuel Auger : Claude
- Karyne Lemieux : Karine
- Paul Dion : L'Fantôme
- Dominic Darceuil : Lucia
- David Boutin : Jacques le schizo
- Sylvain Beauchamp : Tarzan
- Louis-David Morasse : Rousseau
- Jean-Sébastien Poirier : Zizi Grenier
- Ghislain Massicotte : Bourdon
- Gabriel Bélanger : gardien en chef
- Michèle Péloquin : Ma'Dalton
- Deano Clavet : Piston
- Michael D'Amico : Roger Grenier
- Leonardo Fuica : Bob
- Claude Lemieux : directeur de la prison